# Villa Schonenberg
Villa Schonenberg is een van de koninklijke residenties in België en maakt deel uit van het Koninklijk Domein van Laken en is in beheer van de Koninklijke Schenking.

## Geschiedenis
De villa werd nieuw gebouwd voor prinses Astrid en haar man Lorenz van Oostenrijk-Este in 1998 nadat zij in België kwamen wonen. De villa werd op enkele tientallen meters van het kasteel Stuyvenberg gebouwd.